# Fosse no 11 - 11 bis des mines de Béthune
La fosse no 11 - 11 bis de la Compagnie des mines de Béthune est un ancien charbonnage du Bassin minier du Nord-Pas-de-Calais, situé à Grenay. Le puits no 11 est commencé le 5 octobre 1904, le puits d'aérage no 11 bis le 14 mai 1906, et la fosse est en mesure d'extraire à partir du 1er avril 1908. De vastes cités sont bâties au nord de la fosse. Un terril no 54, 11 de Béthune, est édifié au sud-est de la fosse. Celle-ci est détruite lors de la Première Guerre mondiale.
La Compagnie des mines de Béthune est nationalisée en 1946, et intègre le Groupe de Béthune. Malgré une modernisation des installations du puits no 11 et le raval du puits no 11 bis, la fosse ferme en 1967 et ses puits sont remblayés. Le terril conique est entièrement exploité, et une zone industrielle y prend place.
Au début du XXIe siècle, Charbonnages de France matérialise les têtes des puits nos 11 et 11 bis. Les cités sont rénovées. Il subsiste de la fosse les deux bâtiments des bureaux, les bains-douches, le château d'eau et un réservoir d'air comprimé.

## La fosse

### Fonçage
Le puits no 11 est commencé le 5 octobre 1904 à Grenay, le long de la ligne d'Arras à Dunkerque-Locale, à 2 028 mètres à l'est de la fosse no 1 - 1 bis - 1 ter, et à 1 117 mètres au sud-ouest de la fosse no 5 - 5 bis. Le puits no 11 bis est commencé le 14 mai 1906, à 48 mètres au nord-est du puits no 11. S'agissant d'un puits d'aérage, il est doté d'un chevalement sommaire.
Les puits sont entrepris à l'altitude de 79 mètres. Le terrain houiller est atteint à la profondeur de 150 mètres.

### Exploitation
L'extraction à la fosse no 11 - 11 bis débute le 1er avril 1908. La fosse est détruite lors de la Première Guerre mondiale. Lors de la reconstruction, le puits no 11 est doté d'un chevalement en béton armé d'une architecture unique dans le bassin minier.
La Compagnie des mines de Béthune est nationalisée en 1946, et intègre le Groupe de Béthune. Le moulinage, le culbutage et le triage sont modernisés en 1964, et le puits no 11 est ravalé à 637 mètres l'année suivante. Malgré ces travaux, les puits nos 11 et 11 bis, respectivement profonds de 640 et 645,02 mètres, sont remblayés en 1967. Le chevalement en béton armé du puits no 11 est détruit le 5 septembre 1969.

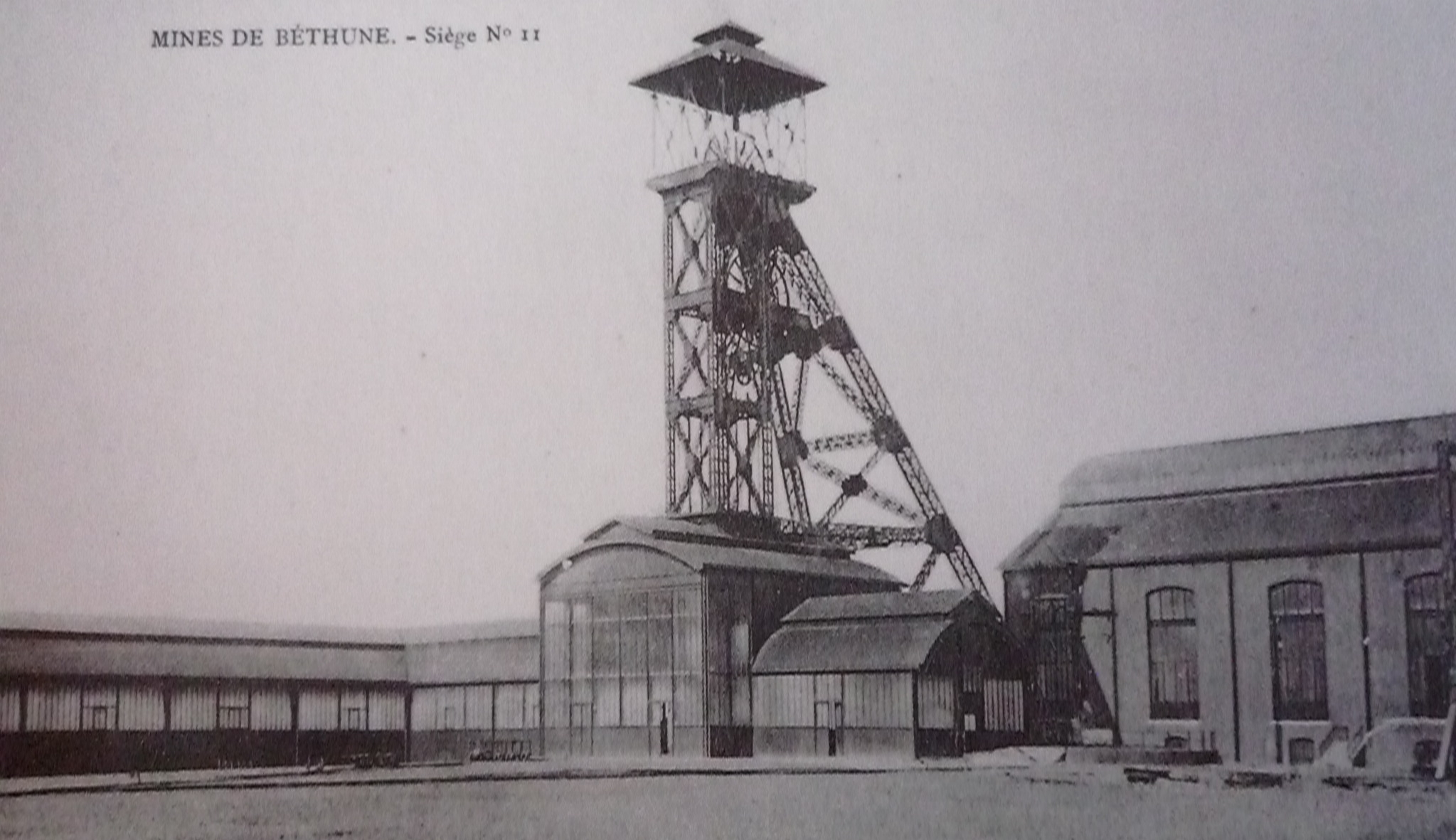
La fosse no 11 - 11 bis avant la guerre.
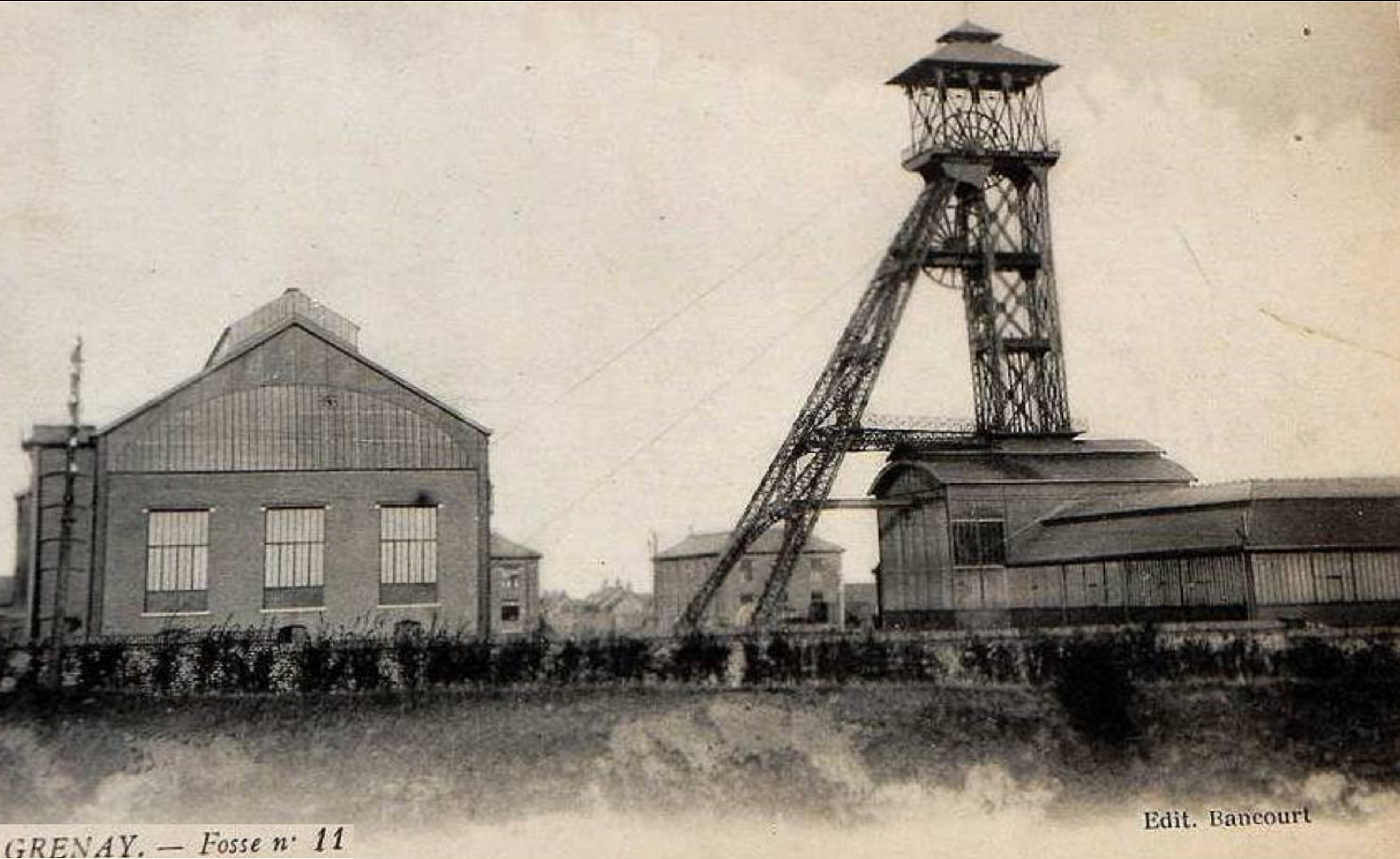
La fosse no 11 - 11 bis
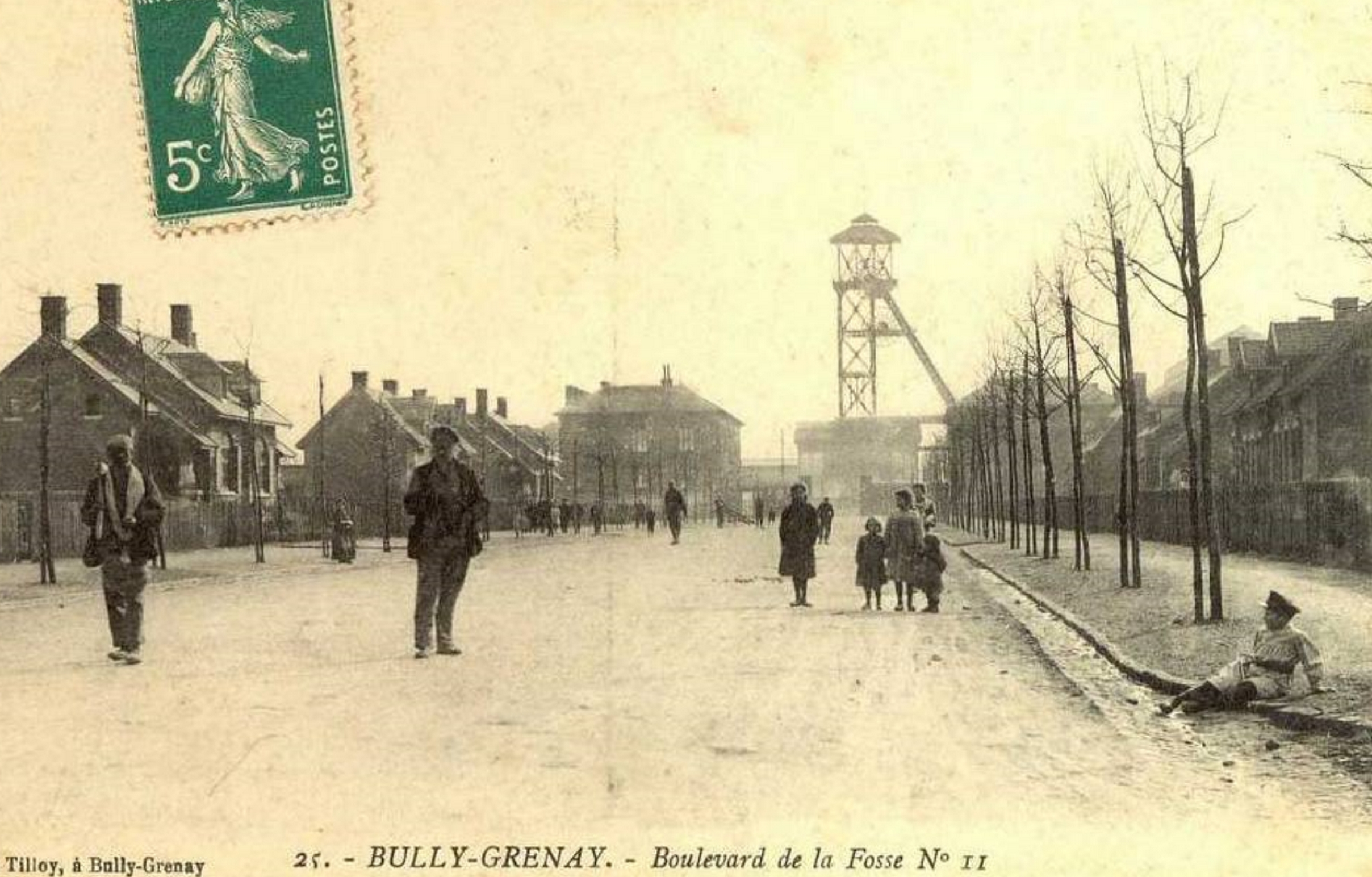
La fosse no 11 - 11 bis vue depuis son boulevard.
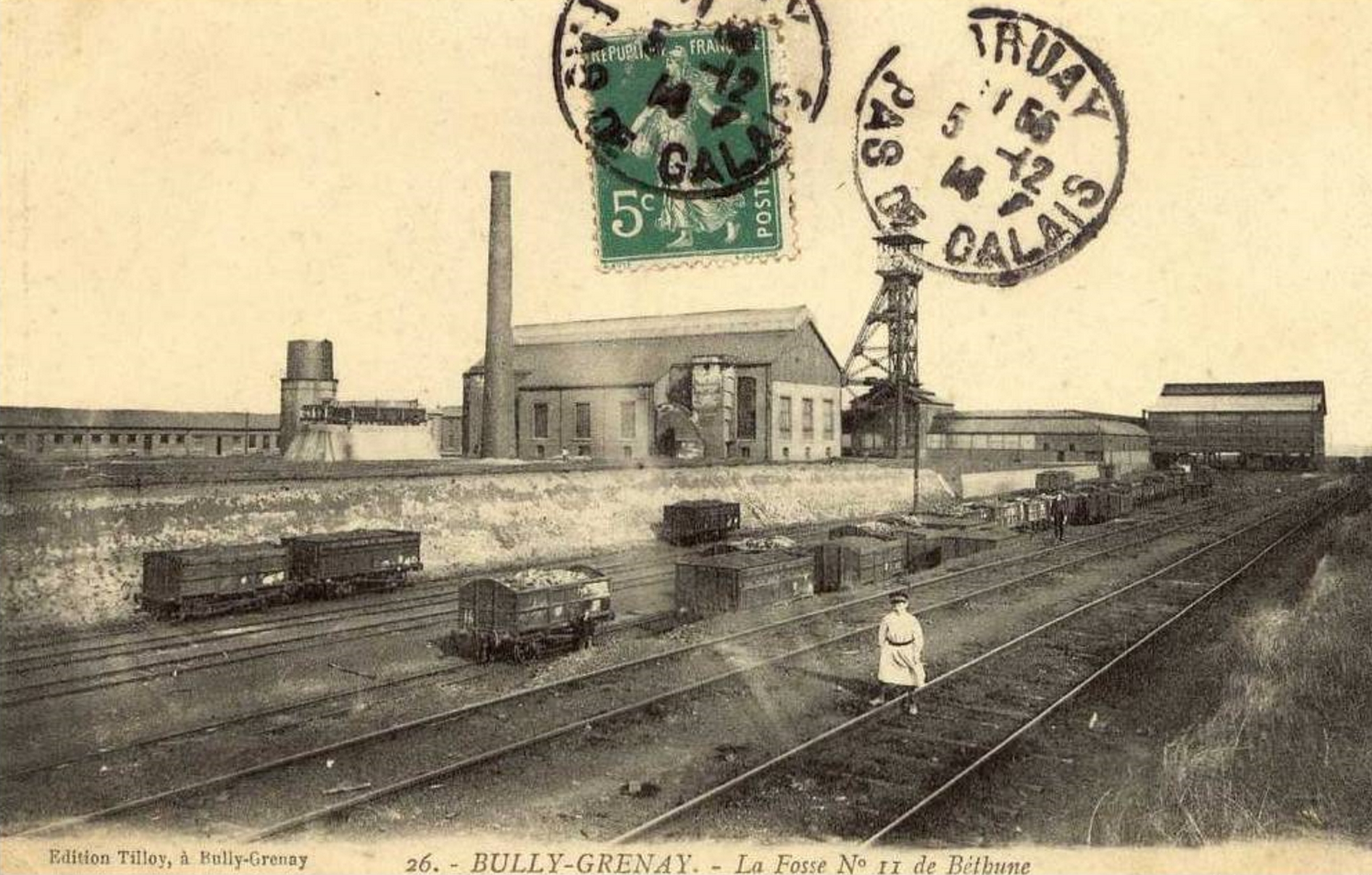
Vue générale des installations de la fosse no 11 - 11 bis.
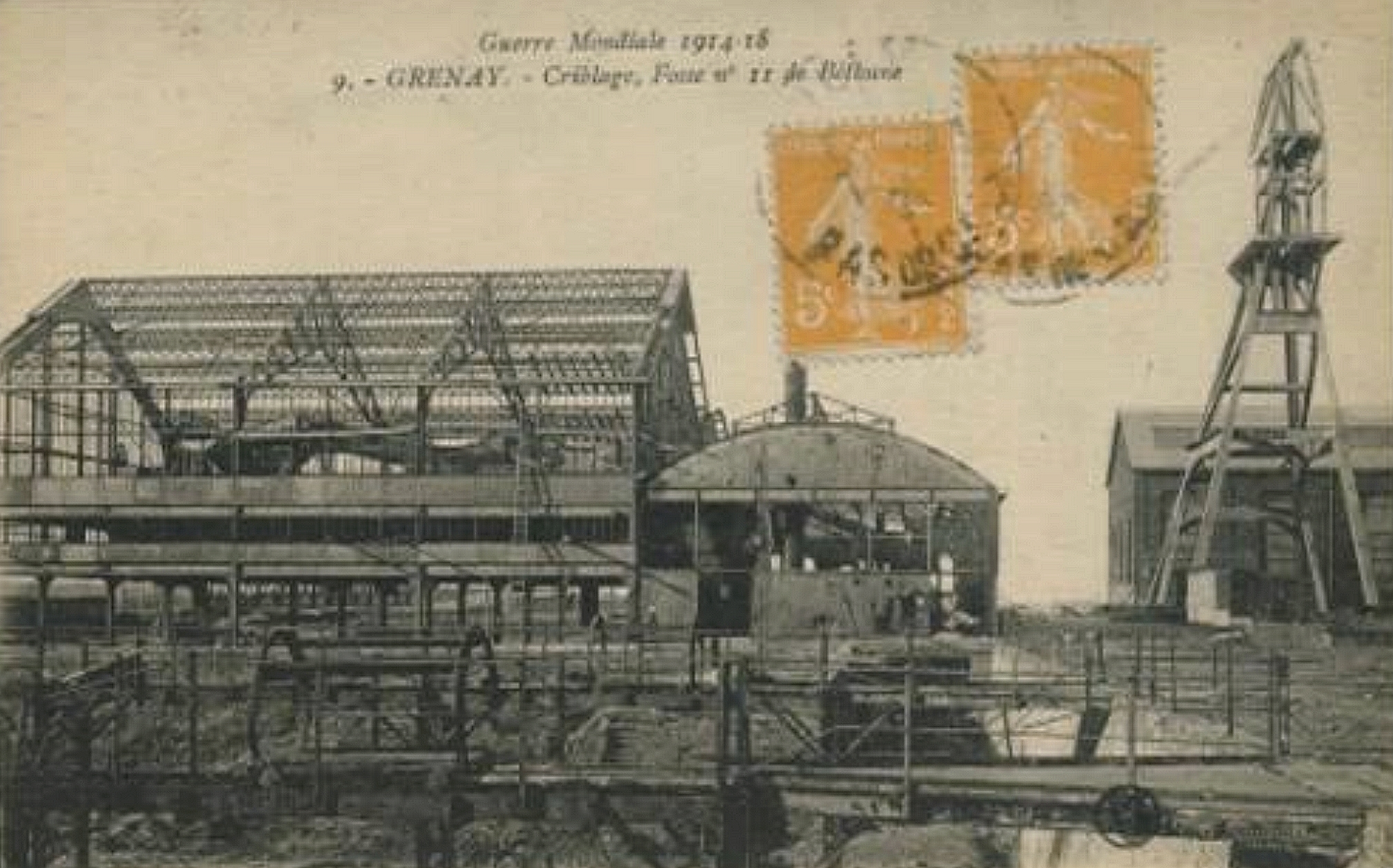
La fosse no 11 - 11 bis en cours de reconstruction, avec son nouveau chevalement.

### Reconversion
Au début du XXIe siècle, Charbonnages de France matérialise les têtes des puits nos 11 et 11 bis, et y installe des exutoires de grisou,. Le BRGM y effectue des inspections chaque année. Les seuls vestiges de la fosse sont les deux bâtiments des bureaux, les bains-douches, le château d'eau et un réservoir d'air comprimé,.

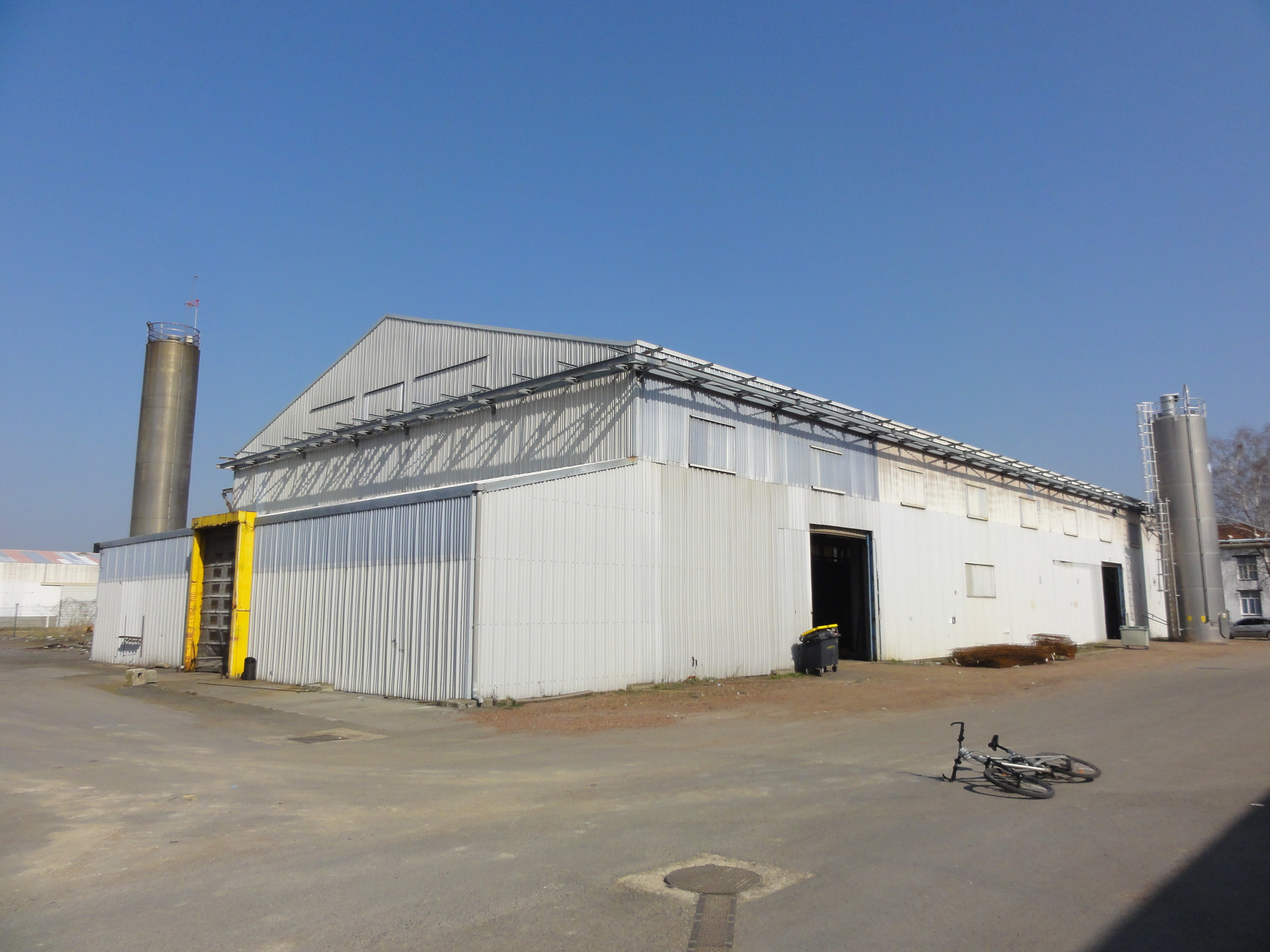
Le puits no 11 dans son environnement.
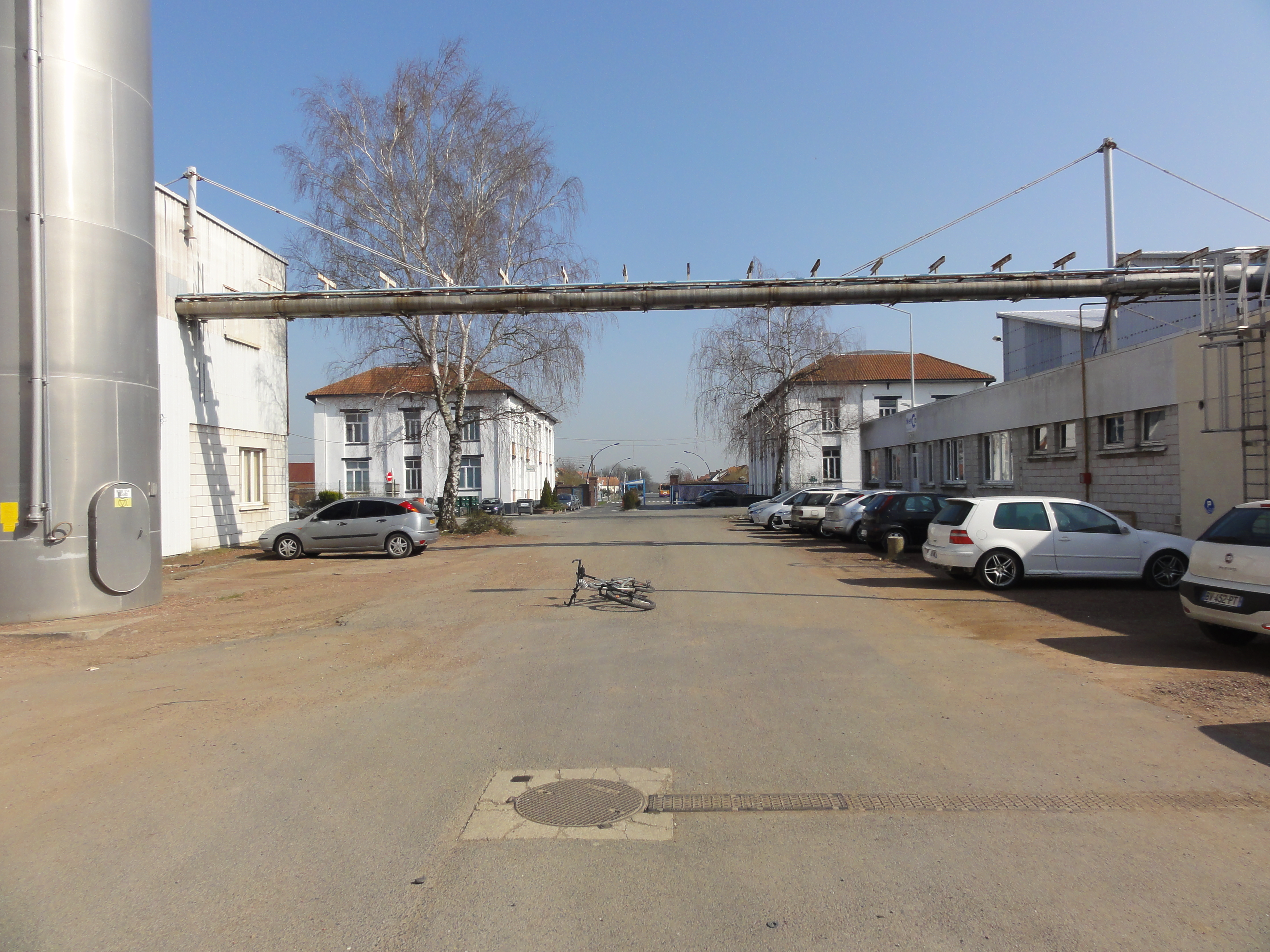
Le puits no 11 bis dans son environnement.
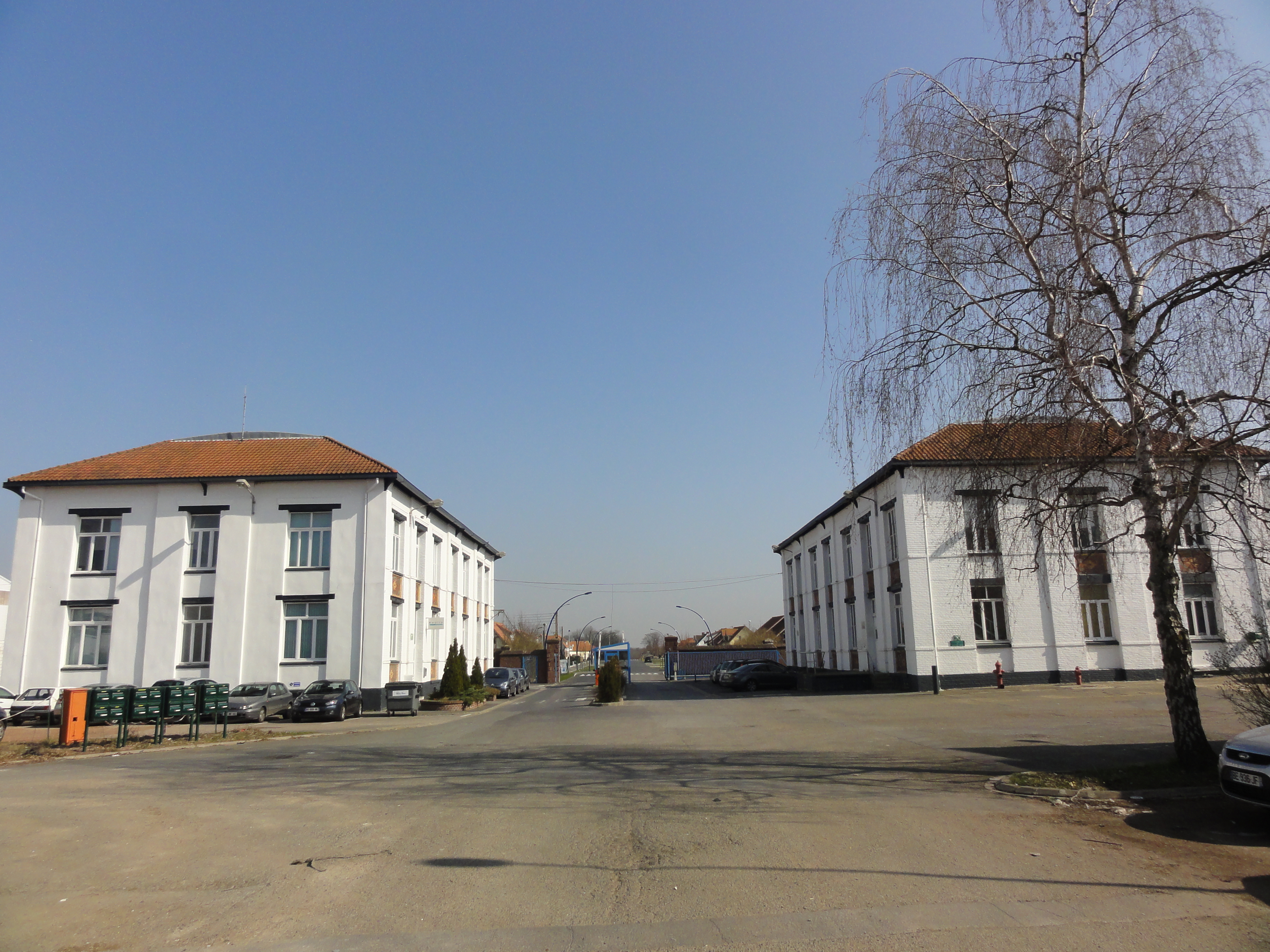
Les bureaux.
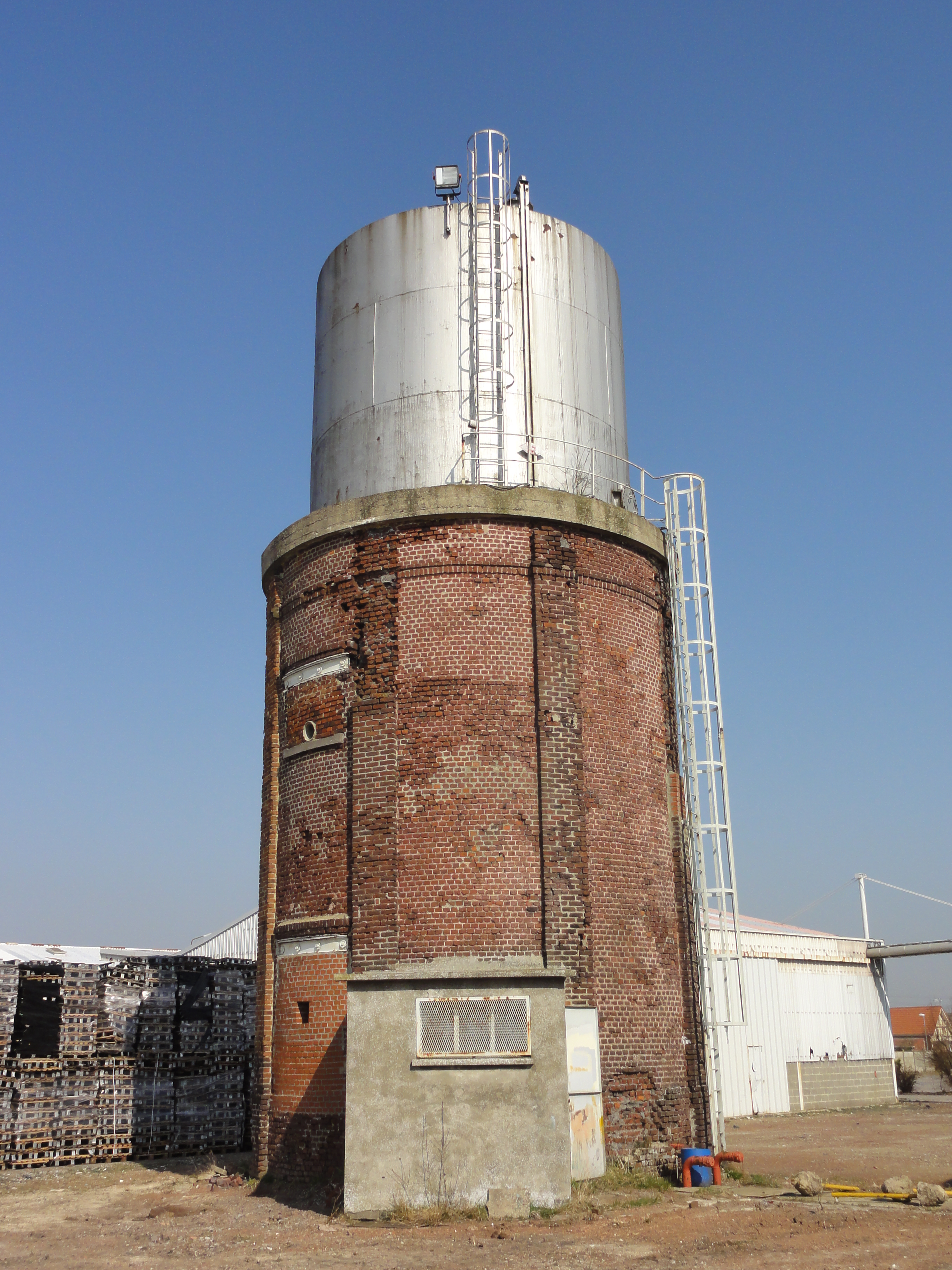
Le château d'eau.
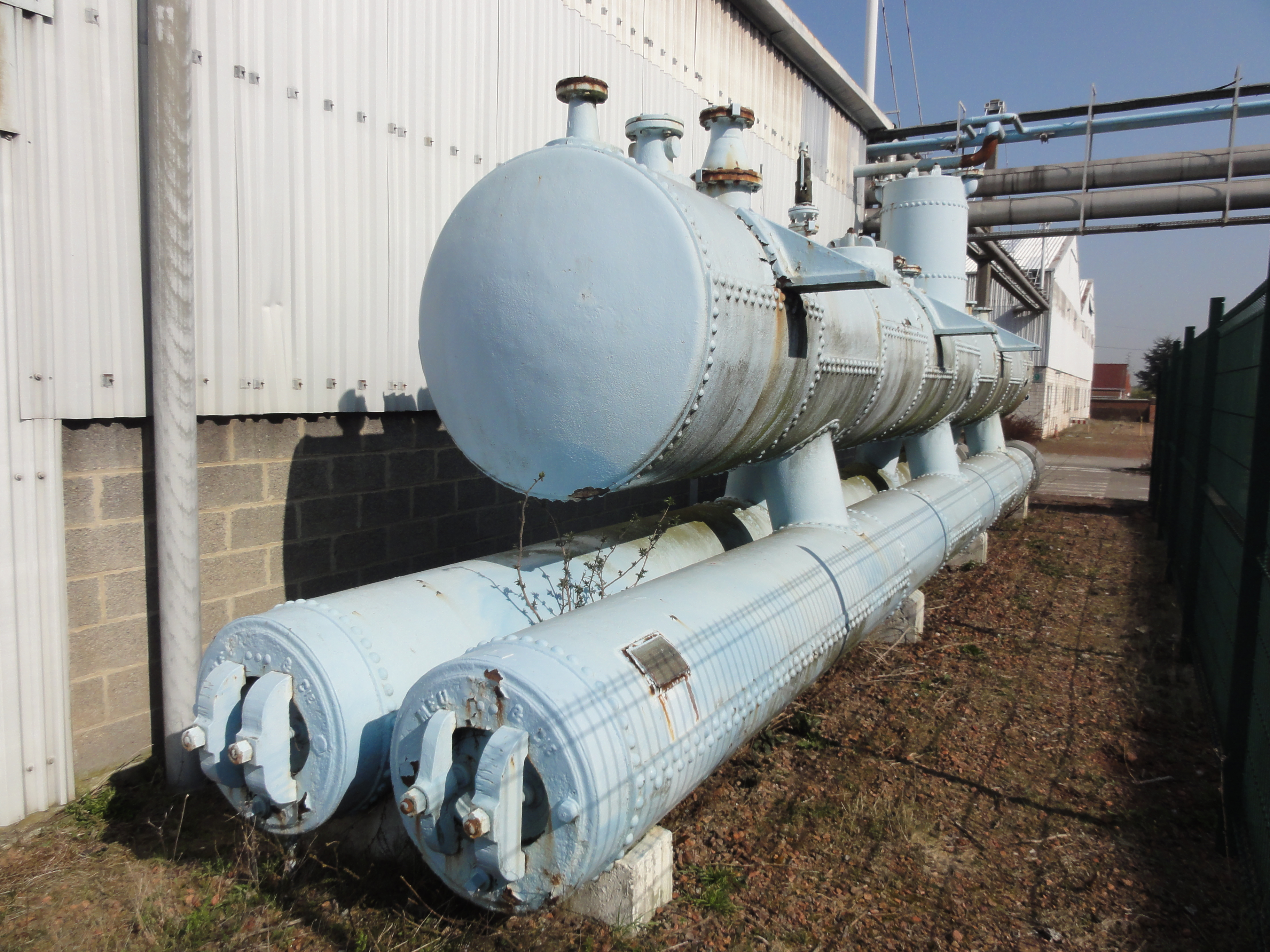
Le réservoir d'air comprimé.
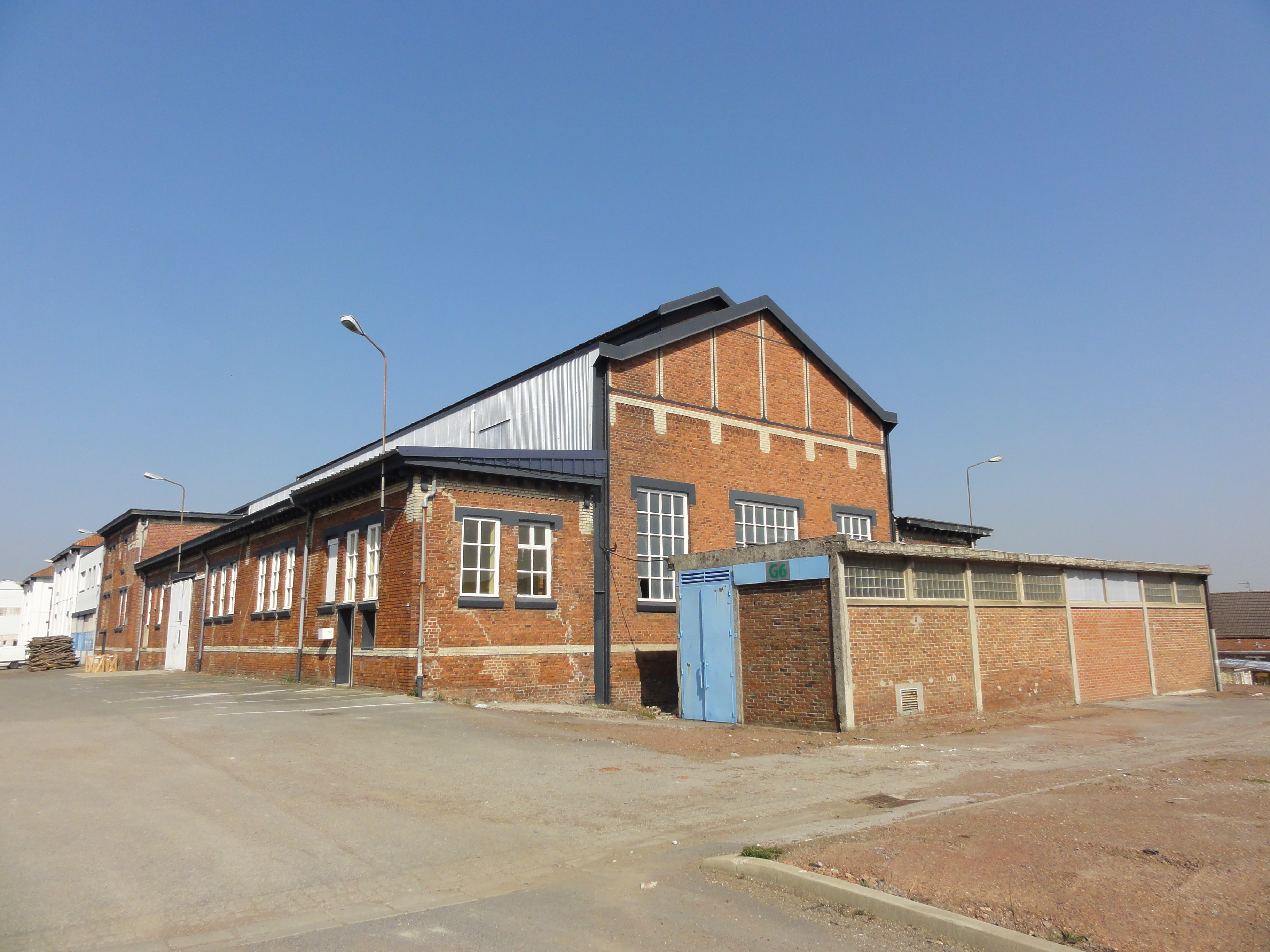
Les bains-douches

## Le terril
50° 26′ 23″ N, 2° 45′ 18″ E
Le terril no 54, 11 de Béthune, disparu, situé à Liévin, près des limites avec Grenay, est le terril conique de la fosse no 11 - 11 bis des mines de Béthune. Il a été intégralement exploité, et une zone industrielle y a pris place,.

## Les cités
De vastes cités ont été établies au nord de la fosse.

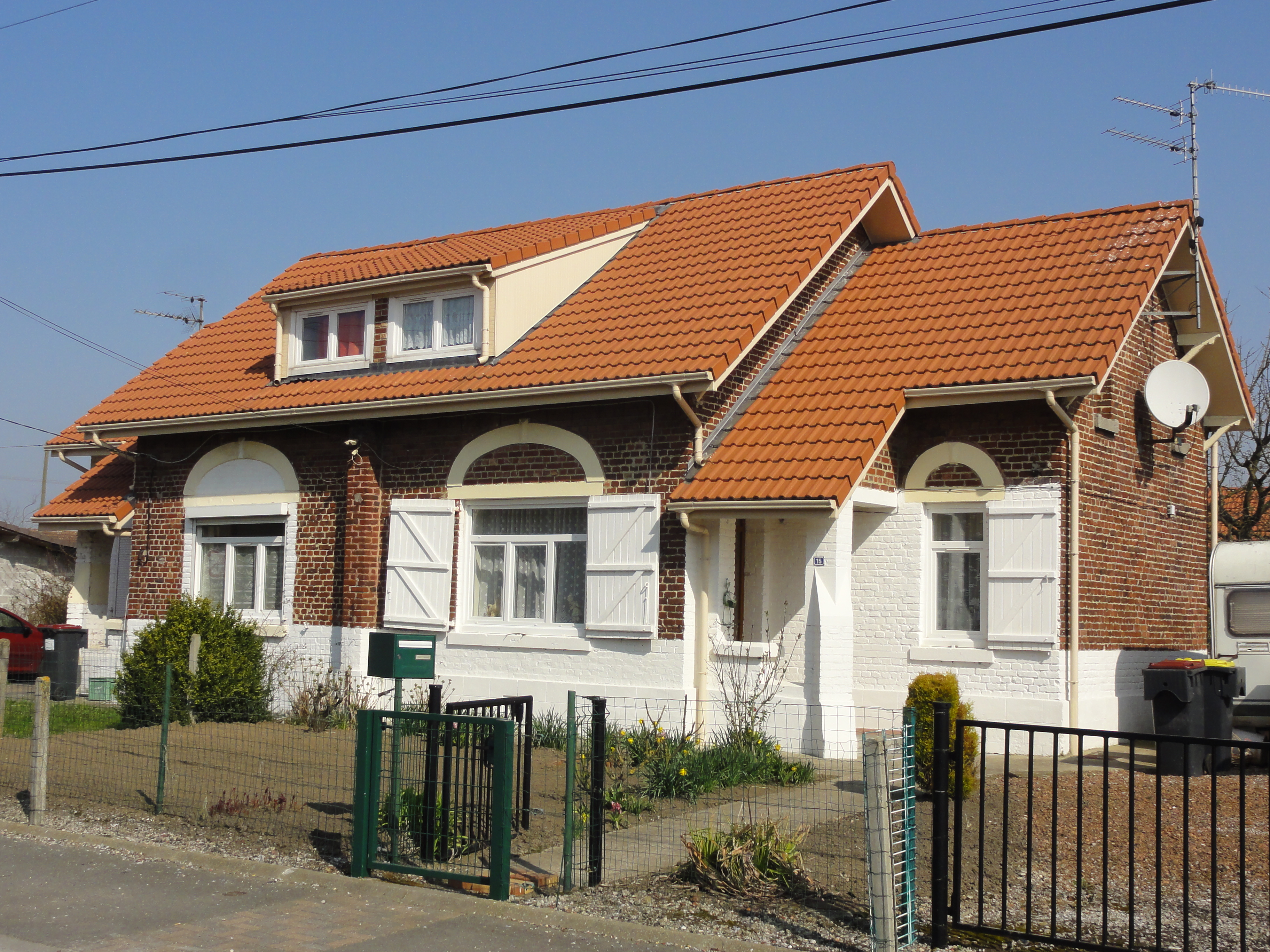
Des habitations groupées par deux.
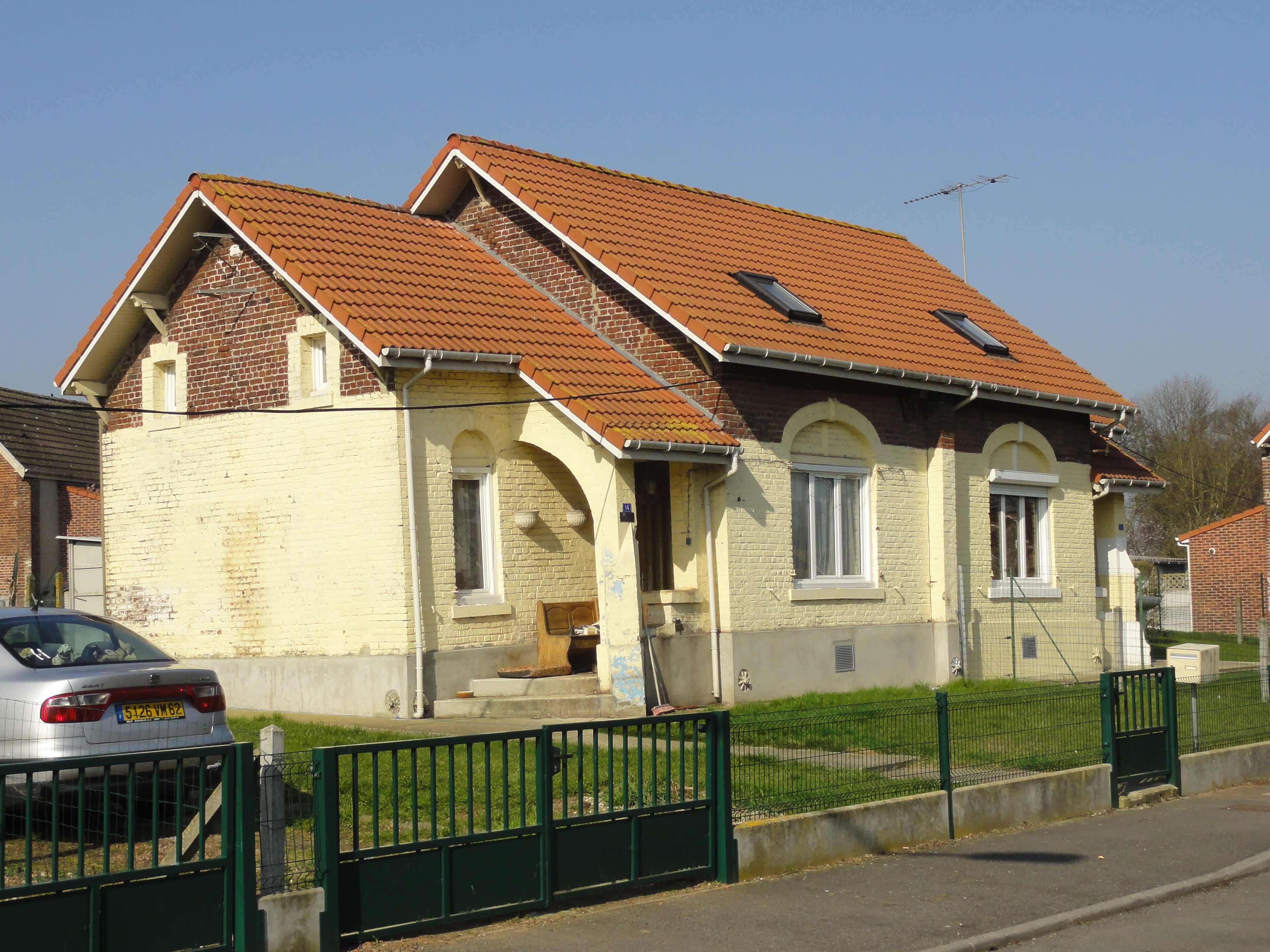
Des habitations groupées par deux.
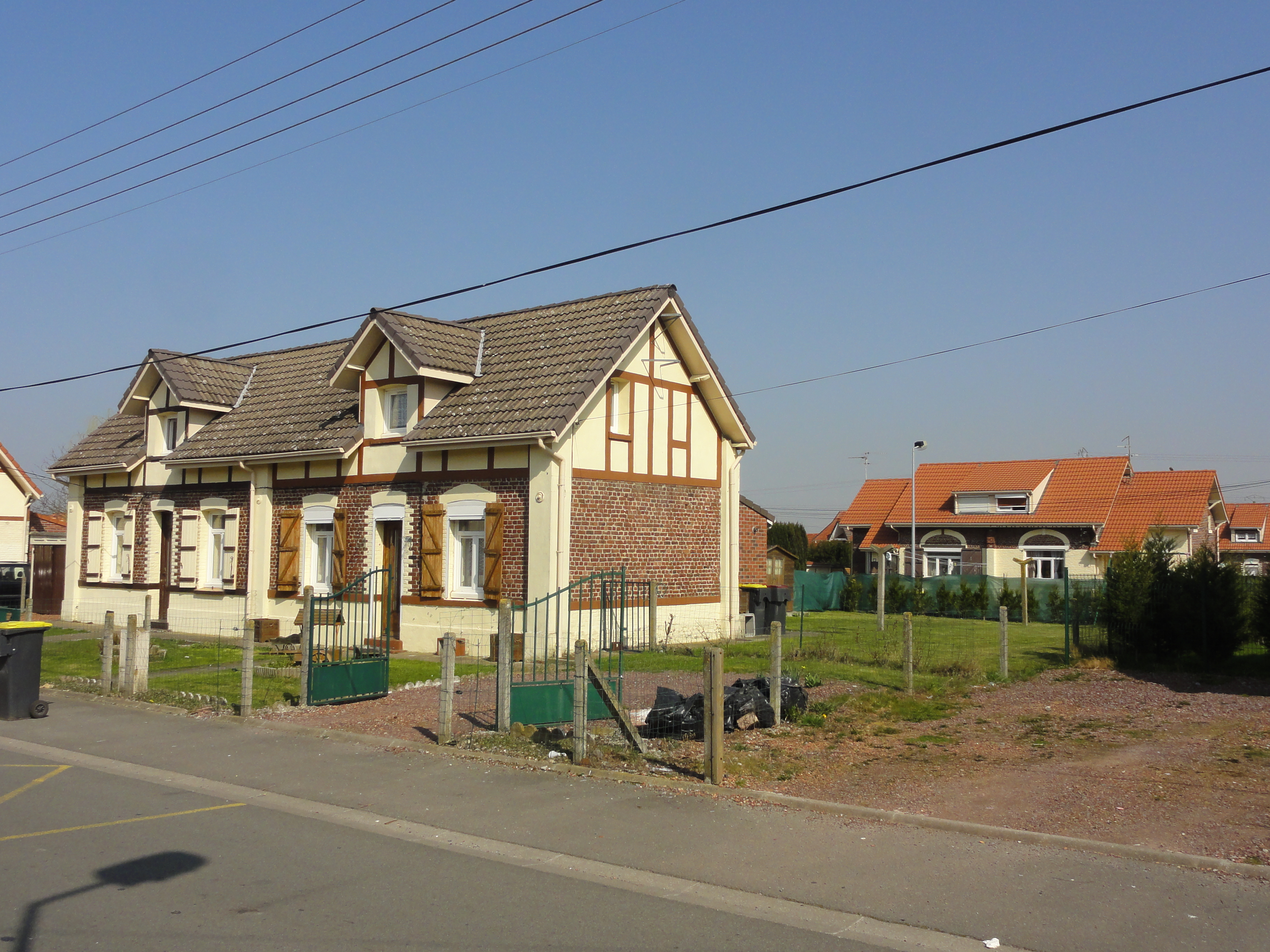
Des habitations groupées par deux.
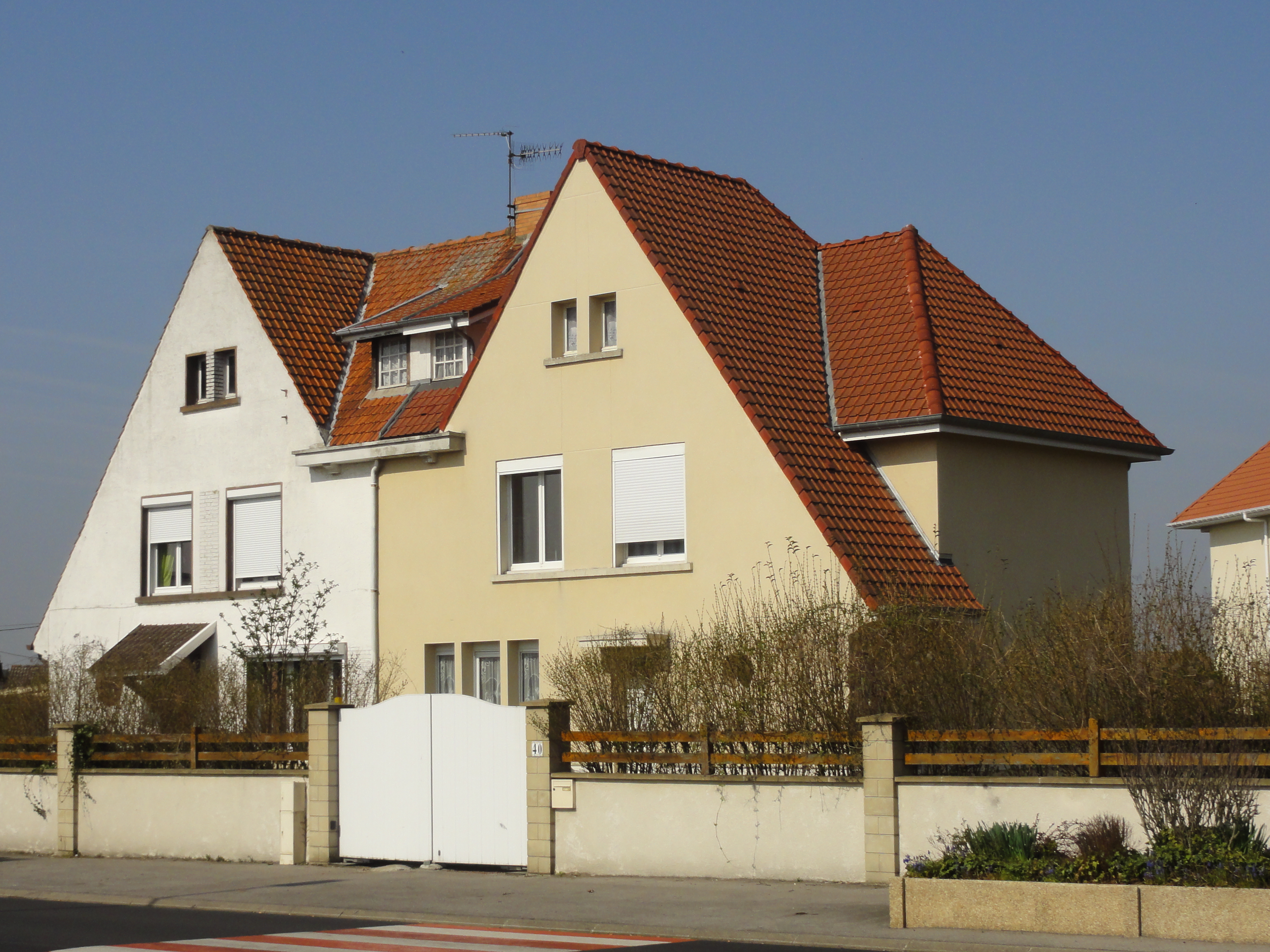
Des habitations groupées par deux.
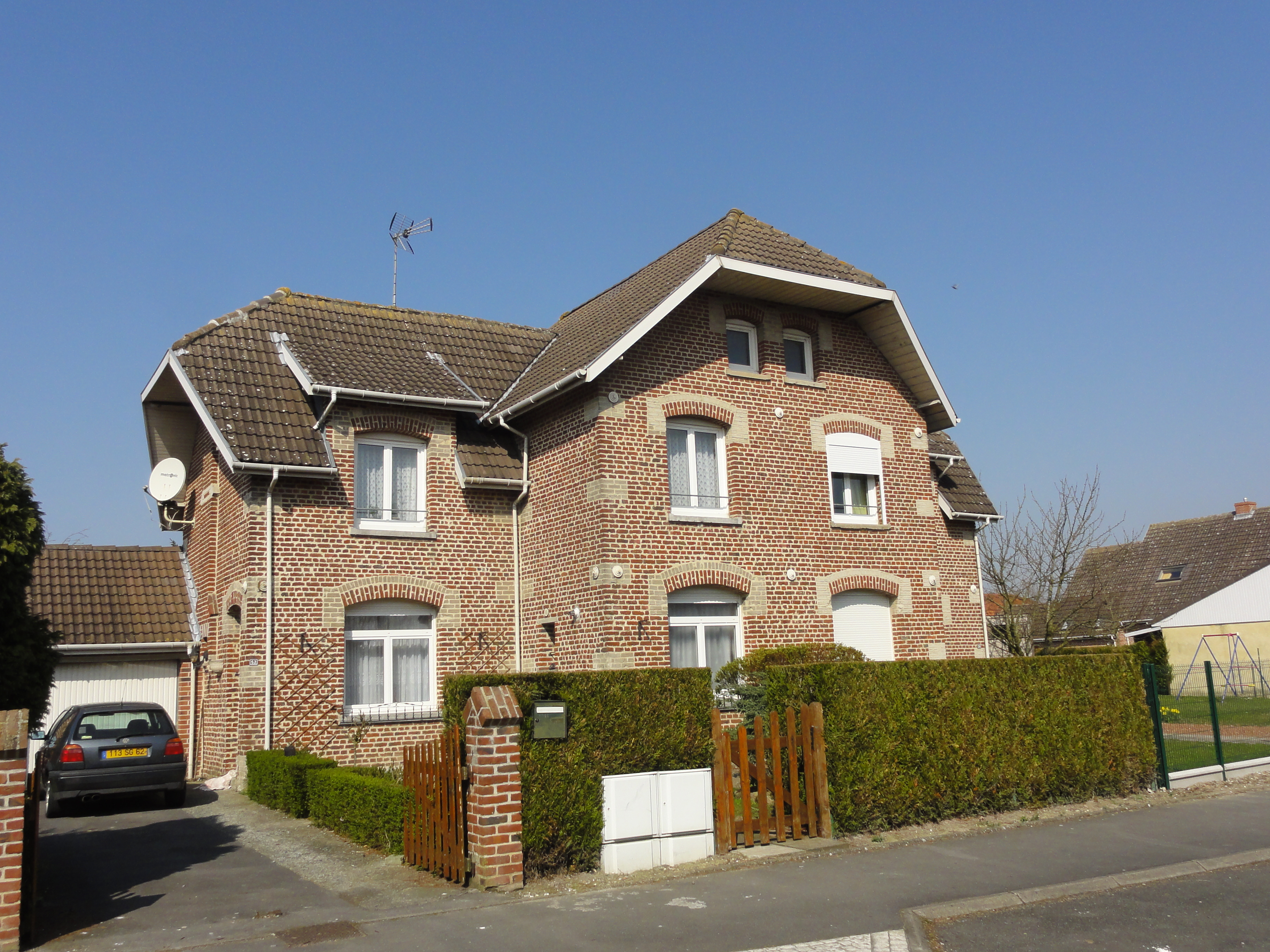
Des habitations groupées par quatre.
- Vidéo d'une rue.

### Les écoles

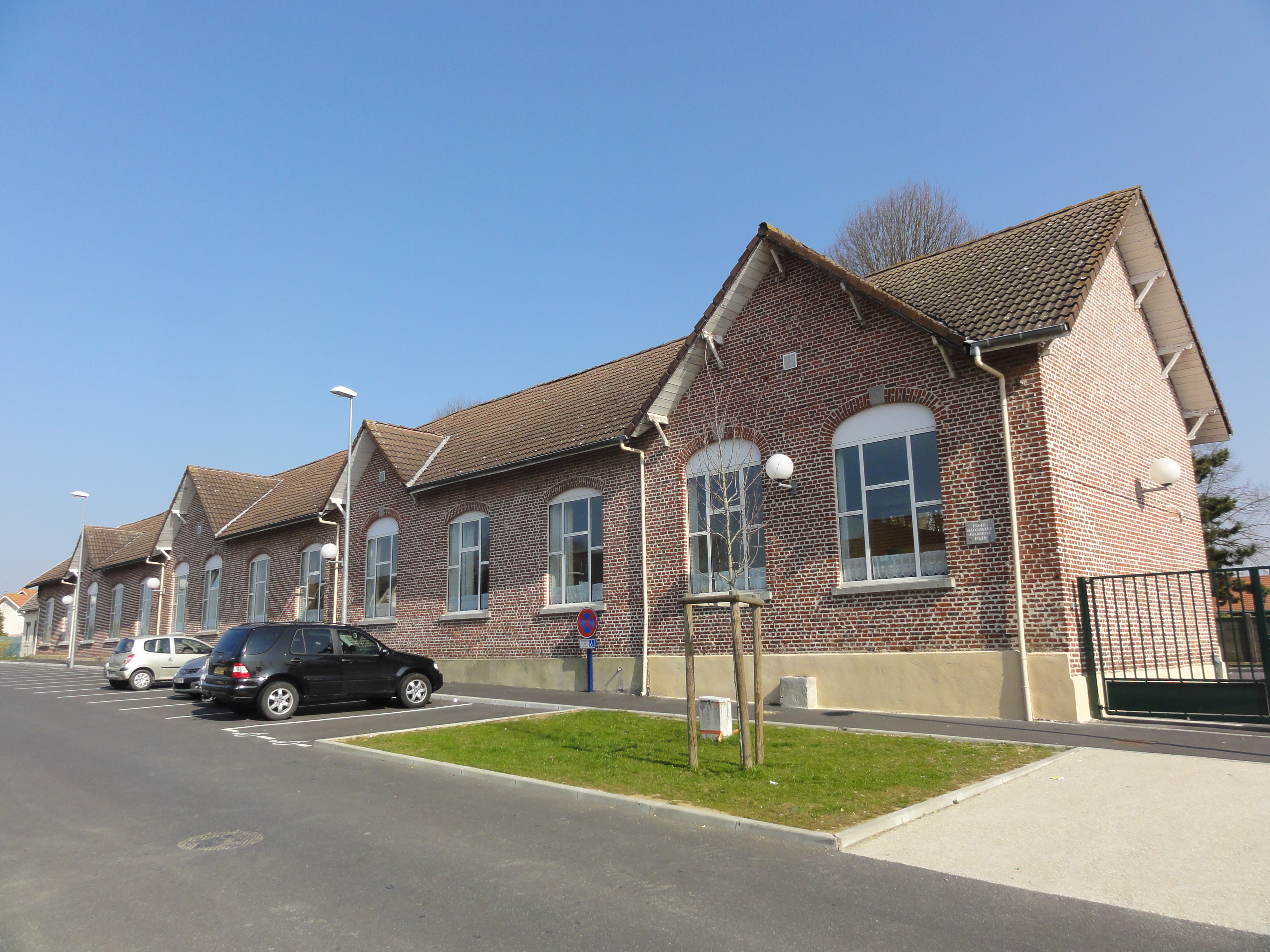
Les écoles.

50° 26′ 40″ N, 2° 45′ 18″ E
Des écoles ont été bâties dans les cités, près de la fosse.